# 西岡孝洋
西岡 孝洋（にしおか たかひろ、1976年〈昭和51年〉2月13日 - ）は、元フジテレビのアナウンサー。

## 来歴・人物
佐賀県佐賀市出身。佐賀県立佐賀西高等学校（同校ハンドボール部ではキャプテンを務めた。また、生徒会長も務めた。）卒業。慶應義塾大学法学部入学、卒業後、1998年入社。同期入社は荒瀬詩織、島田彩夏、八馬淳也。
主にスポーツ中継を担当し、「プロ野球ニュース」や「FNNスーパーニュース」のスポーツキャスター（後にストレートニュースのフィールドキャスターに転向）などを務めた。2011年3月28日から2015年3月19日まで「すぽると!」2代目総合司会を務めた。
2010年バンクーバーオリンピック・2012年ロンドンオリンピック・2020年東京オリンピックではNHKと日本民間放送連盟に加盟する各社で構成されるジャパンコンソーシアムのアナウンサーの一員としてテレビ中継を担当。
フィギュアスケート男子シングルの実況を2005年世界選手権から2021年12月の全日本フィギュアスケート選手権まで担当した。
2023年6月28日付でライン部長待遇に昇進。
2025年2月12日、同年3月31日をもってフジテレビを退職することを発表。退職の意向については前年（2024年）8月に会社側に伝えていて、退職後の活動についてはこれまで取得した行政書士、ファイナンシャルプランナーなどの資格を活かして「法律や不動産などビジネスの世界で活動していく」とし、一方では「オファーがあればアナウンサーとしての仕事も行いたい」との意向を持っていることも明らかにした。
2025年6月13日、自身のSNSでエイベックス・マネジメント・エージェンシーとのエージェント契約を締結したことを報告した。

## 過去の出演番組
- FNNスーパーニュース（当初はスポーツコーナー、後期は全国枠メインキャスターやフィールドキャスターを担当）
- FNNレインボー発（水曜→金曜→月曜）
- プロ野球ニュース
- 2006 FIFAワールドカップ（一次リーグ2試合実況担当）
- 晴れたらイイねッ!（不定期）
- 西村雅彦のさよなら20世紀（爆発現場の準備のレポーター）
- FNS27時間テレビ12（新人アナウンサー提供読み第12期生）
- フジアナスタジオ まる生（2009年1月24日）MC担当
- すぽると!（平日総合司会　2011年3月28日より2015年3月19日まで　2012年度までは月-金曜日、2013年度から月-木曜日）
- UEFAチャンピオンズリーグ（ダイジェスト）
- めざまし8
  - 情報キャスター（2021年3月29日 - 2024年9月27日）
  - 谷原章介休暇時の代理総合司会（2021年8月16日 - 20日・2022年5月25日 - 27日・6月1日・8日・15日・22日・29日・7月6日・8月7日 - 11日）
- FNN特報　安倍晋三元首相「国葬」第1部メーンキャスター（2022年9月27日）
  - めざまし8スタジオにて三田友梨佳と共同で担当。
- スポーツ中継（サッカー・ボクシング・バレーボール・柔道・野球・フィギュアスケート・体操・F1など）